# Riksorganet
Riksorganet är en svensk satirisk dockfilmsserie som visades i SVT inför riksdagsvalet 1998. Den innehåller sketcher med imitationer av dåvarande politiker och andra kända makthavare inom näringsliv och massmedia. Riksorganet bygger på ett koncept från den brittiska TV-serien Spitting Image som även spred sig till flera andra länder.
Riksorganet regisserades av Geir Hansteen Jörgensen och Ulf Hansson. Björn Gunnarsson och Mikaela Kindblom var manusredaktörer. Bland textförfattarna fanns serietecknaren Lena Ackebo, satirikern Hans Dahlman och reportrarna Johan Zachrisson och Kristofer Lundström. Musiken gjordes av Fredrik Thomander. Projektledare var Henrik Widman.
Gummidockorna i naturlig storlek manövrerades av två dockspelare. Tillsammans med de rörliga ögonen gav de en likhet med en riktig människa. Dockorna skapades av företaget EffektStudion.

## Avsnitt
1. Riksorganet (1998-03-31)
2. En lattjo liten politiker (1998-04-07)
3. Handen som vaggar Maggan (1998-04-14)
4. Staten och dass kapital (1998-04-21)
5. Grillat valfläsk med hallandsås (1998-04-28)
6. Med hänsyn till rikets säkerhet (1998-05-05)
7. Makt och Mc Härlighet (1998-05-12)
8. Perssons vägar äro outgrundliga (1998-05-19)

## Imiterade personer
Partitillhörighet och titel avser serien.
- Göran Persson (S) – statsminister och partiledare
- Carl Bildt (M) – partiledare, f.d. statsminister
- Mona Sahlin (S) – minister
- Margareta Winberg (S) – minister
- Jan Guillou – journalist och författare
- Lars Leijonborg (FP) – partiledare
- Marit Paulsen (FP) – Europaparlamentariker
- Olof Johansson (C) – partiledare
- Gudrun Schyman (V) – partiledare
- Alf Svensson (KD) – partiledare
- Birger Schlaug (MP) – språkrör
- Anders Björck (M) – riksdagsledamot, f.d. minister
- Jarl Alfredius – journalist, nyhetsankare
- Gun Hellsvik (M) – riksdagsledamot, f.d. minister
- Antonia Ax:son Johnson – företagsledare

## Röster
- Sissela Kyle
- Claes Ljungmark
- Anders Mårtensson
- Johan Wahlström
- Katarina Ewerlöf